# Acroclypa
Acroclypa is een geslacht van vliesvleugeligen uit de familie Pteromalidae. De wetenschappelijke naam van dit geslacht is voor het eerst geldig gepubliceerd in 1988 door Boucek.

## Soorten
Het geslacht Acroclypa is monotypisch en omvat slechts de volgende soort:
- Acroclypa pallipes Boucek, 1988